# Antoine Huby
Antoine Huby (Uzel, 19 januari 2001) is een Frans wielrenner en veldrijder.

## Carrière
Huby reed bij de junioren en beloften in het veld en won in beide categorieën eenmaal de Franse nationale titel. Van 2021 tot 2022 reed hij voor de Franse veldritploeg Cross Team Legendre. In 2023 zette hij een stap terug naar het Franse amateurploeg Vendée U maar reed verschillende profkoersen met die ploeg waaronder zijn eindzege in de Vredeskoers-GP Jeseniky U23. In 2024 tekende hij bij Soudal Quick-Step in de World Tour.

## Overwinningen

### Veld
| Seizoen   | Wereldbeker | Superprestige | Trofee   | WK       | EK       | FK       | Overige  | Totaal aantal zeges |
| Junioren  | Junioren    | Junioren      | Junioren | Junioren | Junioren | Junioren | Junioren | Junioren            |
| --------- | ----------- | ------------- | -------- | -------- | -------- | -------- | -------- | ------------------- |
| 2017-2018 |             |               |          | NVT      | NVT      | 14e      |          | 0                   |
| 2018-2019 |             |               |          | 21e      | 13e      | Goud     |          | 1                   |
| Beloften  |             |               |          |          |          |          |          |                     |
| 2019-2020 |             |               |          | NVT      | NVT      | 5e       |          | 0                   |
| 2020-2021 |             |               |          | 34e      | NVT      | Goud     |          | 1                   |
| 2021-2022 |             |               |          | 11e      | 23e      | 6e       |          | 0                   |
| 2022-2023 |             |               |          | NVT      | NVT      | 11e      |          | 0                   |

### Weg
2023
Eindklassement Vredeskoers-GP Jeseniky U23

#### Resultaten in voornaamste wedstrijden
|      | \| Jaar \| Amstel Gold Race \| Waalse Pijl \| Clásica San Sebastián \| \| ---- \| ---------------- \| ----------- \| --------------------- \| \| 2024 \| 102e \| opgave \| 44e \| |             |                       |
| Jaar | Amstel Gold Race | Waalse Pijl | Clásica San Sebastián |
| 2024 | 102e | opgave      | 44e                   |

## Ploegen
- 2019 –  VC Pays de Loudéac
- 2020 –  VC Pays de Loudéac
- 2021 –  Cross Team Legendre
- 2022 –  Cross Team Legendre
- 2023 –  Vendée U
- 2024 –  Soudal-Quick Step
- 2025 –  Soudal Quick-Step

Alaphilippe · Asgreen · Bastiaens · Cattaneo · Černý · Evenepoel      · Gelders · Hirt · Huby · Knox · Lampaert · Lamperti · Landa · Lecerf · Magnier · Masnada · Merlier · Moscon · Pedersen · Reinderink · Serry · Svrček · Van Lerberghe · Van Wilder · Vangheluwe · Vansevenant · Vervaeke · Warlop